# Kim Lăng thập tam thoa
Kim Lăng thập tam thoa (tiếng Trung: 金陵十三钗, tiếng Anh: The Flowers of War) là một bộ phim chính kịch chiến tranh Trung Quốc năm 2011 của đạo diễn Trương Nghệ Mưu, với sự tham gia diễn xuất của Christian Bale, Nghê Ni, Trương Hâm Nghệ, Đồng Đại Vỹ, Shigeo Kobayashi và Tào Khắc Phàm. Bộ phim dựa trên tiểu thuyết Kim Lăng thập tam thoa của Nghiêm Ca Linh, được truyền cảm hứng từ cuốn nhật ký của Minnie Vautrin. Kim Lăng thập tam thoa lấy bối cảnh Nam Kinh, Trung Quốc, giữa cuộc Thảm sát Nam Kinh năm 1937 trong Chiến tranh Trung–Nhật lần thứ hai. Bộ phim theo chân một nhóm người chạy nạn trốn trong một nhà thờ Công giáo, cố gắng sống sót trước sự tàn bạo của quân đội Nhật Bản.
Kim Lăng thập tam thoa được Trung Quốc chọn tranh giải hạng mục Phim nói tiếng nước ngoài hay nhất tại Lễ trao giải Oscar lần thứ 84, nhưng không lọt vào danh sách rút gọn cuối cùng. Bộ phim nhận một đề cử tại Giải Quả cầu vàng lần thứ 69. Kim Lăng thập tam thoa được đề cử một số hạng mục tại Giải thưởng Điện ảnh châu Á lần thứ 6, trong đó có hạng mục Phim hay nhất. Bản quyền phân phối Bắc Mỹ của bộ phim đã được Wrekin Hill Entertainment liên kết với Row 1 Productions mua lại. Kim Lăng thập tam thoa công chiếu hạn chế bản Oscar ở New York, Los Angeles và San Francisco vào cuối tháng 12 năm 2011, công chiếu rộng rãi vào tháng 1 năm 2012.

## Nội dung
Năm 1937, Nhật Bản xâm lược Trung Quốc, bắt đầu cuộc Chiến tranh Trung-Nhật. Lục quân Đế quốc Nhật Bản tràn vào thủ đô Nam Kinh vào tháng 12 và thực hiện vụ Thảm sát Nam Kinh. Khi quân Nhật giao chiến với quân đội Trung Quốc, một nhóm nữ sinh đã chạy đến một nhà thờ Công giáo do phương Tây điều hành để lánh nạn. John Miller, một người làm nghề khâm liệm người Mỹ đến đây để chôn cất linh mục trưởng, đi theo nhóm nữ sinh. Anh gặp George, một cậu bé mồ côi được vị linh mục quá cố nuôi dưỡng và dạy tiếng Anh. Sau đó, một nhóm gái mại dâm đã đến nhà thờ tìm nơi ẩn náu và trốn dưới tầng hầm. Cải trang thành một linh mục, Miller cố gắng giữ an toàn cho mọi người trong khi sửa chữa chiếc xe tải của nhà thờ, chờ thời điểm thích hợp để trốn thoát.
Sau khi một nhóm lính Nhật hung ác tấn công nhà thờ (sau đó đều bị giết bởi một Thiếu tá Trung Quốc đơn độc), Đại tá Hasegawa hứa sẽ bảo vệ nhà thờ bằng cách cho lính canh gác bên ngoài cổng và yêu cầu các nữ sinh hát đồng ca cho anh ta nghe. Hai cô gái mại dâm quay về kỹ viện lấy dây đàn tỳ bà nhưng không may bị lính Nhật cưỡng hiếp và giết hại dã man. Vài ngày sau, Hasegawa đưa cho Miller giấy mời chính thức để các nữ sinh hát trong bữa tiệc kỷ niệm chiến thắng của quân đội Nhật. Lo sợ cho sự an toàn của các nữ sinh còn ngây thơ trong trắng, Miller từ chối. Hasegawa nói rằng đó là lệnh và các nữ sinh sẽ được đưa đi vào ngày hôm sau. Trước khi rời đi, lính Nhật đếm số nữ sinh và tính nhầm một trong những gái mại dâm (đã đi ra khỏi tầng hầm), tổng cộng là 13.
Thư Quyên, người đứng đầu nhóm nữ sinh, thuyết phục các bạn tự tử để không phải đến chỗ quân Nhật, tuy nhiên Ngọc Mặc, người đứng đầu nhóm gái mại dâm, nói rằng nhóm của cô sẽ giúp đỡ nhóm nữ sinh bằng cách đến bữa tiệc của quân Nhật thay nhóm nữ sinh. Vì chỉ có 12 gái mại dâm nên George tình nguyện cải trang thành con gái. Miller giúp họ cải trang, sử dụng kỹ năng khâm liệm của mình để trang điểm và cắt tóc cho họ trông giống những nữ sinh. Các gái mại dâm còn mang theo mảnh kính vỡ để làm vũ khí tự vệ.
Ngày hôm sau, quân Nhật đưa nhóm "Kim Lăng thập tam thoa" đi mà không hề nghi ngờ. Sau khi quân Nhật rời đi, Miller giấu các nữ sinh trên chiếc xe tải mà anh đã sửa xong và lái ra khỏi Nam Kinh. Trong cảnh cuối cùng, chiếc xe tải được thấy đang chạy trên đường đất vắng vẻ hướng về phía Tây, ra khỏi vùng quân Nhật đang chiếm đóng. Không ai biết chuyện gì sẽ xảy ra với nhóm thập tam thoa.